# Espino (Venezuela)
Pour les articles homonymes, voir Espino.
Espino est la capitale de la paroisse civile d'Espino de la municipalité de Leonardo Infante de l'État de Guárico au Venezuela. 